# Васильковецкий сельский совет
Васильковецкий сельский совет (укр. Васильковецька сільська рада) — входит в состав
Гусятинского района
Тернопольской области
Украины.
Административный центр сельского совета находится в 
с. Васильковцы.

## Населённые пункты совета
- с. Васильковцы